# Железнодорожный транспорт в Ботсване
Железнодорожный транспорт Ботсваны —  один из видов грузового и пассажирского транспорта в Республике Ботсвана.

## История
Строительство первой железной дороги на территории в границах Ботсваны началось в конце XIX века, когда Бечуаналенд являлся протекторатом Британской империи. В марте 1965 года Бечуаналенду было предоставлено местное самоуправление, а 30 сентября 1966 года он стал независимой республикой Ботсвана в составе Британского содружества наций.
В 1966 году общая протяжённость единственной железной дороги, проходившей по территории Бечуаналенда составляла 634 км.
В 1984 году общая протяжённость железных дорог страны составляла 638 км.

## Современное состояние
Национальным оператором является созданная в 1987 году компания "Железные дороги Ботсваны". Эксплуатируется 888 км железнодорожного пути с шириной колеи 1067 мм. Дорога в основном проходит вдоль границ ЮАР и Зимбабве, с незначительными ответвлениями.
По состоянию на март 2009 года, локомотивный парк включал в себя:
- 8 General Electric UM 22С, 1982
- 20 General Motors GT22LC-2, 1986
- 10 General Electric U15C, 1990

## Железнодорожные связи со смежными странами
- ЮАР — да, одинаковая колея.
- Зимбабве — да, одинаковая колея.
- Намибия — нет, одинаковая колея.
- Замбия — нет, одинаковая колея.